# الجدول الزمني للحرب الأهلية السورية (2020)
فيما يلي الجدول الزمني للحرب الأهلية السورية (2020). يمكن العثور على معلومات إجمالي أعداد الضحايا في خسائر الحرب الأهلية السورية.

## يناير

### ادلب
استمرت الحكومة السورية شن هجمات واسعة النطاق على الجماعات المتمردة في شمال غرب سوريا ("إدلب الكبرى")، بدعم جوي روسي. وتسببت العمليات المستمرة في فرار أكثر من 200 ألف لاجئ من المنطقة، حيث فر العديد منهم إلى تركيا.
في 11 يناير، أعلنت روسيا أنه أُتفق وقف إطلاق النار في منطقة إدلب وشمال غرب سوريا، بين روسيا وسوريا والمتمردين السوريين وتركيا. وجاء ذلك نتيجة لطلبات قدمتها تركيا بوقف إطلاق النار، من أجل وقف تدفق اللاجئين السوريين إلى تركيا. ومع ذلك، أفادت بعض وسائل الإعلام الإقليمية أن سوريا شنت المزيد من الهجمات بالقرب من إدلب، في منطقة معرة النعمان وقرى معر شورين، وتلمنس، ومعر شمشة، حتى بعد بدء وقف إطلاق النار رسميًا.
في 21 يناير، استهدفت طائرات حربية روسية مزرعة على أطراف قرية كفر تعال، غرب محافظة حلب، ما أدى إلى مقتل تسعة مدنيين، بينهم ستة أطفال، كما استهدفت مناطق في ريف إدلب الجنوبي والجنوبي الشرقي، ما أدى إلى أضرار في الممتلكات.
في 28 يناير، استولى الجيش العربي السوري على مدينة معرة النعمان الاستراتيجية. وأضاف المرصد السوري لحقوق الإنسان ووسائل إعلام حكومية أن الجيش السوري دخل المدينة تحت حماية غارات جوية كثيفة.

### شمال شرق سوريا
ذكرت وكالة الأناضول، أن القوات الأميركية منعت، في 18 يناير، قافلة روسية من دخول منطقة الرميلان، حيث تحمي الولايات المتحدة حقول النفط الخاضعة لإدارة قوات سوريا الديمقراطية. ووقع توتر بين المجموعتين بعد أن طلب جنود أميركيون من الجنود الروس العودة إلى ناحية عامودا شمال غرب محافظة الحسكة. 
نشأ نزاع في مجلس الأمن التابع للأمم المتحدة بشأن إعادة التفويض لنقاط العبور الحدودية إلى سوريا لتسليم المساعدات. انتهت صلاحية الترخيص الحالي في 10 يناير 2020. في ديسمبر 2019، استخدمت الصين وروسيا حق الرفض ضد اقتراح لتجديد جميع نقاط العبور الأربع الموجودة، والتي تقع في: العراق، والأردن، وتركيا؛ حيث أرادتا إلغاء جميع نقاط العبور باستثناء تلك الموجودة في تركيا. بحلول يناير 2020، كان النزاع مستمرًا.

## فبراير
في 1 فبراير، أفادت التقارير بمقتل أربعة ضباط من وحدتي K وS التابعتين لجهاز الأمن الفيدرالي الروسي بالقرب من حلب. 

### التنف
عند 16 فبراير تقريباً، ورد أن مجموعة تابعة لإيران اقتربت من التنف، ثم صدتها قوات مغاوير الثورة المدعومة من الولايات المتحدة. 

### ادلب وحلب

هجوم الجيش السوري على إدلب وحلب، الذي بدأ في ديسمبر 2019

بحسب المرصد السوري لحقوق الإنسان الواقع في المملكة المتحدة، فقد سيطر الجيش السوري بحلول 6 فبراير على 139 بلدة وقرية وتلال (بما في ذلك المناطق التي استولى عليها العام الماضي)،  بما في ذلك مدينة معرة النعمان الاستراتيجية، وبلدات وقرى التح، وجرجناز، وتلمنس، وكفرومة، وخان السبل، وحيش، وسرمين، وآفس، ونقاط مراقبة تركية في الصرمان، ومعر حطاط، وتل طوقان، والراشدين في غرب حلب، و4 نقاط داخل جيب سراقب المحاصر.  دعت المنظمات الإنسانية إلى وقف إطلاق النار في إدلب بعد نزوح 520 ألف شخص من منازلهم. 
في 10 فبراير، صُوّر عناصر من الميليشيات الموالية للحكومة السورية والميليشيات المدعومة من إيران ومن ضمنهم الشبيحة وهم ينبشون القبور ويستخرجون جثث مقاتلي المعارضة ومن ينتمون إليهم، في سلسلة من المقاطع التي انتشرت على وسائل التواصل الاجتماعي خلال اليومين السابقين، في محافظة إدلب الجنوبية، ويحملون جماجم مقاتلي المعارضة والمدنيين ويسخرون منهم. 
في 18 فبراير، عبرت المفوضية السامية للأمم المتحدة لحقوق الإنسان عن قلقها إزاء تصاعد القتال في شمال غرب سوريا وألقت باللوم على الحكومة السورية وروسيا لاستهداف المدنيين عمدًا.
في 20 فبراير، شن المتمردون المدعومون من تركيا هجومًا مضادًا آخر على النيرب بدعم منالمدفعية التركية. وقيل أيضًا إن قوات كوماندوز تركية كانت تعمل جنبًا إلى جنب مع المتمردين في الهجوم على المدينة.  وقيل إن طائرة روسية بدون طيار أُسقطت أثناء القصف الأولي والضربات الصاروخية. قدمت الطائرات الروسية الدعم الجوي للقوات الموالية للحكومة وضربت مواقع المتمردين المتقدمين. ووردت أخبار عن قصف إضافي على البلدات القريبة على جانبي خط المواجهة، حيث شاركت القوات الروسية والتركية في أدوار الدعم الجوي والمدفعي على التوالي. أثناء المعركة، ورد أن المتمردين حاولوا إسقاط طائرة روسية من طراز سو-24 باستخدام أنظمة الدفاع الجوي المحمولة التي قدمتها تركيا.
بعد قتال عنيف، تمكن المتمردون من السيطرة الكاملة على المدينة. ومع ذلك، سمح الدعم الجوي الروسي للقوات الموالية للحكومة في نهاية المطاف بصد هجوم المتمردين واستعادة النيرب. اتصلت روسيا بالقوات التركية وطلبت منهم إنهاء الدعم المدفعي للمتمردين، وهو ما فعلوه، وفقًا لروسيا. وأكدت وزارة الدفاع التركية مقتل جنديين تركيين وإصابة خمسة آخرين في غارة جوية خلال الهجوم، كما زعمت أن المتمردين المدعومين من تركيا قتلوا 50 من قوات الحكومة السورية خلال المعركة. وقالت وزارة الدفاع الروسية إن القوات الروسية دمرت دبابة وست مدرعات وخمس مركبات أخرى تابعة للمتمردين.  وبالإضافة إلى مقتل جنديين تركيين بشكل مؤكد، قال المرصد السوري لحقوق الإنسان إن نحو 28 من المتمردين و14 جنديًا مواليًا للحكومة قُتلوا، وأن بعض الجنود السوريين قُطعت رؤوسهم بواسطة مقاتلين جهاديين.
في 27 فبراير، أثناء هجوم الجيش السوري على إدلب، أسفرت غارة جوية على قافلة للجيش التركي في بليون بإدلب عن مقتل 34 جنديًا تركيًا على الأقل وفقًا للمرصد السوري لحقوق الإنسان، بينما ذكرت مصادر أخرى مقربة من تركيا أن حصيلة القتلى تتراوح بين 50 و70 جنديًا، مما يجعله الهجوم الأكثر دموية على القوات التركية منذ مشاركتها في الحرب. وأصيب ما بين 36-60 جنديًا أيضًا. حوالي الساعة 11 صباحًا يوم 27 فبراير 2020، بدأت طائرتان روسيتان من نوع سوخوي سو-34 وطائرتان مقاتلتان سوريتان من نوع سوخوي سو-22 غارات قصف مكثفة على قوات المتمردين المدعومة من تركيا في الريف الجنوبي لمحافظة إدلب السورية. وبحسب مصادر روسية، نفذت القوات التركية بعد الساعة الواحدة ظهرًا أكثر من 15 هجومًا بصواريخ الدفاع الجوي المحمولة ضد الطائرات الروسية والسورية، ويُزعم أن بعض الطائرات الروسية تعرضت لأضرار أثناء محاولتها التهرب من النيران.
حوالي الساعة الخامسة مساء، تعرضت كتيبة مشاة آلية تركية مكونة من 400 عنصر كانت تسير ضمن قافلة لغارة جوية على الطريق بين البارة وبليون، على بعد حوالي خمسة كيلومترات شمال كفرنبل. وأوقفت غارة جوية خفيفة من طائرة سوخوي سو-22 القافلة، وبعدها أجبرت قصف أقوى الجنود الأتراك على الاحتماء في المباني القريبة. وذكرت التقارير أن الطائرات الروسية ألقت بعد ذلك قنابل موجهة بالليزر من طراز KAB-1500L على المواقع التركية، مما أدى إلى انهيار مبنيين وترك عدد من الجنود تحت الأنقاض. ونفت روسيا تنفيذها غارات جوية في المنطقة، وذكرت أنها حاولت ضمان توقف الجيش السوري عن إطلاق النار للسماح بإجلاء القوات التركية، لكنها أشارت إلى أنه لا ينبغي للقوات التركية أن تكون في المنطقة، حيث كانت تجري "عمليات مكافحة الإرهاب"، وأن تركيا فشلت في إخطارها بوجود الجنود مسبقًا.
وفي 28 فبراير، أعلنت وزارة الدفاع التركية أنه بعد يوم من مقتل 33 من جنودها في الغارة الجوية، أطلقت القوات السورية نيران المدفعية في محافظة إدلب شمال غرب سوريا، مما أدى إلى مقتل جندي تركي وإصابة اثنين آخرين. وواصل الجيش التركي أيضًا مهاجمة أهداف تابعة للحكومة السورية في المنطقة أيضًا، وفقًا لوزارة الدفاع. وقالت تركيا إنها ردت على ضربات بليون بضرب 200 هدف لحكومة سوريا و309 جنود. أعرب حلف شمال الأطلسي والولايات المتحدة عن دعمهما لتركيا وحثا روسيا على المشاركة في جهود الأمم المتحدة لوقف إطلاق النار، في حين أعربت الأمم المتحدة عن قلقها إزاء التطورات.

### شمال شرق سوريا

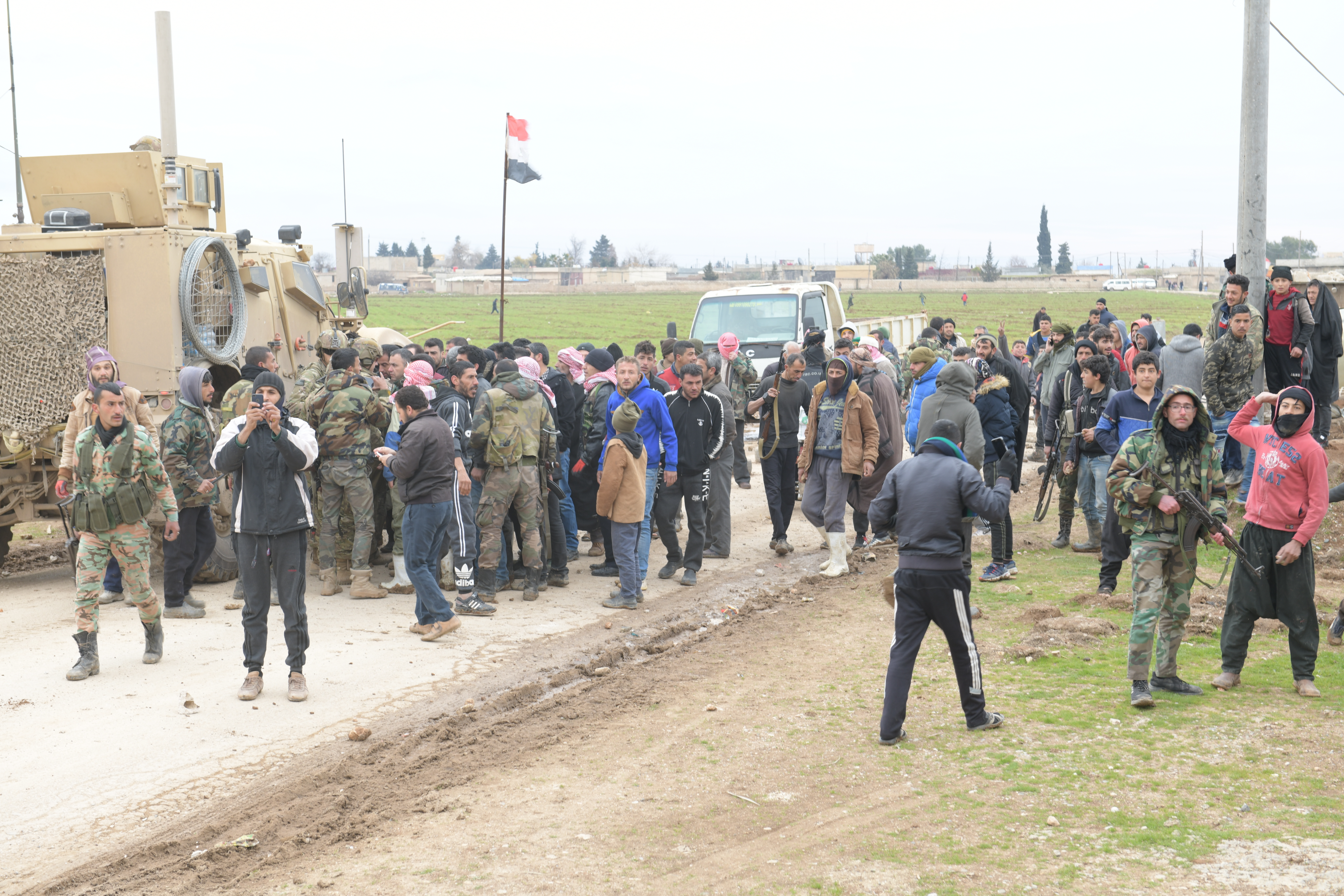
مدنيون وعناصر من ميليشيات موالية للأسد يعترضون قافلة أميركية قرب القامشلي، 12 فبراير 2020

وفي 12 فبراير، قام أنصار الحكومة بمنع مرور قافلة عسكرية أميركية عبر القامشلي ورشقوها بالحجارة، مما أدى إلى اشتباك مع القوات الأميركية، مما أسفر عن مقتل مدني وإصابة آخر. وذكرت مجموعة مراقبة أنه ليس هناك يقين بشأن ما إذا كان المدني الذي قُتل مسلحًا أم لا. وقالت مصادر محلية ومسؤولون أميركيون إن عناصر الميليشيات الموالية للحكومة السورية كانوا أيضاً جزءاً من المواجهة. وبحسب المتحدث باسم التحالف العقيد مايلز كاجينز، فإن قوات التحالف اضطرت إلى تبادل إطلاق نيران دفاعاً عن النفس، وأن الحادث قيد التحقيق.
وفي 16 فبراير، رُصد ما لا يقل عن 55 مركبة من القافلة العسكرية الأميركية تدخل محافظة الحسكة في شمال شرقي سوريا قادمة من العراق، بحسب مصادر موالية لدمشق.

## مارس
بعد الهجوم على شمال غرب إدلب في 27 فبراير، والذي تسبب في مقتل العشرات من الجنود الأتراك، أعلنت تركيا في الأول من مارس أنها بدأت هجومًا مضادًا كبيرًا ضد حكومة الأسد. وأعلن وزير الدفاع التركي خلوصي آكار عن ذلك، ووصف القرار بأنه محاولة لمنع الحكومة السورية من شن هجمات خطيرة ضد السوريين، وكذلك لضمان إرساء وقف إطلاق نار واسع النطاق في المنطقة.[بحاجة لمصدر أفضل] عن إسقاط طائرتين مقاتلتين سوريتين في محافظة إدلب بواسطة طائرة تركية من طراز إف-16، مع تكثيف الهجوم ضد القوات السورية. وأضافت هيئة الإذاعة البريطانية (BBC) أن الطيارين قفزا من الطائرات وهبطا بسلام في موقع الاشتباك بين القوات السورية والقوات التركية في إدلب. كما أكدت وسائل إعلام سورية عدم سقوط ضحايا في الهجوم على إدلب شمال غرب البلاد. وأكد وزير الدفاع التركي أنه بالإضافة إلى إسقاط الطائرتين العسكريتين السوريتين في الهجوم المعروف باسم عملية درع الربيع، كشف أن تركيا قتلت أكثر من 2000 جندي من قوات الحكومة السورية.
في الأول من مارس 2020، بدأت اشتباكات درعا 2020.
وفي 5 مارس، عقد اجتماع بين الرئيس الروسي فلاديمير بوتين ونظيره التركي رجب طيب أردوغان، اتفق الطرفان بعده على وقف إطلاق النار العسكري في محافظة إدلب شمال غرب سوريا. وبحسب ما ورد، فإن اللقاء بين الرئيس التركي والروسي الذي عقد في موسكو استمر لمدة ست ساعات تقريبًا. وأعلن الرئيسان بوتين وأردوغان أن وقف إطلاق النار من المقرر أن يبدأ منتصف ليل الخميس. وبموجب اتفاق وقف إطلاق النار، سُيِّرت دوريات مشتركة وممر أمني على طول الطريق السريع الحيوي إم 4. في السابع من مارس، وفي خرق للهدنة، استولت القوات الموالية للحكومة على قريتي البرعي ومعرة مقاص بعد قصف عنيف، لكنها انسحبت في اليوم التالي تحت ضغط من روسيا.
وفي 24 مارس، حث المبعوث الخاص للأمم المتحدة إلى سوريا على وقف فوري لإطلاق النار في جميع أنحاء البلاد لمكافحة انتشار فيروس كورونا. وأضاف المدير الإقليمي للجنة الدولية للصليب الأحمر أن اللجنة دعت أيضًا إلى وقف إطلاق النار، لأنها لا تستطيع التعامل مع انتشار الفيروس وتلبية احتياجات النازحين في سوريا في الوقت ذاته.
في 31 مارس، تعرضت قاعدة الشعيرات الجوية في سوريا لهجوم صاروخي إسرائيلي، خلال اجتماع بين ضباط رفيعي المستوى من سوريا وإيران. ولم ترد أنباء عن سقوط ضحايا نتيجة الهجوم، حيث تمكنت الدفاعات الجوية السورية من اعتراض الصواريخ الإسرائيلية.وبحسب المرصد السوري لحقوق الإنسان، يُعتقد أن الطائرات الحربية الإسرائيلية أطلقت ثمانية صواريخ على قاعدة الشعيرات الجوية.

## أبريل
ومع دخول الحرب السورية عامها العاشر في الأول من أبريل، كان عدد القتلى الشهري الذي سجله المرصد السوري لحقوق الإنسان في شهر مارس هو الأدنى، وذلك بسبب انخفاض عدد الضحايا المدنيين. وقال المرصد السوري لحقوق الإنسان إن إجمالي 103 مدنيين قتلوا، 51 منهم لقوا حتفهم نتيجة الغارات الجوية والقصف.وأفاد المرصد السوري لحقوق الإنسان أن حصيلة القتلى المدنيين كانت أقل من نصف عددها في فبراير، والتي بلغت 275 قتيلاً، عندما كان الهجوم الحكومي الكبير على آخر معقل للمعارضة في سوريا لا يزال نشطاً.
في 8 أبريل، اتهمت منظمة حظر الأسلحة الكيميائية لأول مرة رسميًا الحكومة السورية باستخدام الأسلحة الكيميائية، في إشارة إلى الهجوم على اللطامنة في مارس 2017.
في 13 أبريل، فرقت شرطة مكافحة الشغب التركية عشرات السوريين المشاركين في اعتصام على الطريق السريع إم 4 في الشمال الغربي الرابط بين مدينتي سراقب واللاذقية الرئيسيتين؛ وأظهر الحادث استياءً متزايدًا تجاه الوجود العسكري الروسي التركي المشترك في المنطقة.
وأكدت مصادر محلية من القنيطرة لـ«عربي21» أن روسيا تستغل حالة الفقر التي يعيشها الناس في سوريا لتجنيد الشباب مقابل رواتب ووعد بتسوية الوضع الأمنيـ للقتال في ليبيا إلى جانب قوات الجنرال خليفة حفتر ضد حكومة الوفاق الوطني.
في 27 أبريل، أفادت الشبكة السورية لحقوق الإنسان أن الحكومة السورية واصلت ارتكاب انتهاكات متعددة لحقوق الإنسان في شهري مارس وأبريل، وهي الأشهر نفسها التي شهدت الانتشار السريع لجائحة كوفيد-19، حيث قتلت 44 مدنياً بينهم ستة أطفال، واعتقلت قواتها 156 شخصاً، وارتكبت ما لا يقل عن أربع هجمات على منشآت مدنية حيوية، بما في ذلك مدرستان.واتهم الجيش السوري إسرائيل بشن هجوم صاروخي على مطار عسكري قريب من دمشق.وأسفر الهجوم عن سقوط ثلاثة قتلى على الأقل بين المدنيين، وإصابة أربعة آخرين، بحسب الجزيرة.وأضافت سانا أن الجيش السوري تمكن من اعتراض الصواريخ التي يعتقد أنها أطلقت من الأجواء اللبنانية.
وفي 28 أبريل، أدى تفجير في عفرين إلى مقتل 40 شخصاً، بينهم 11 طفلاً. ولم تعلن أي جهة مسؤوليتها عن الهجوم. واتهمت تركيا وحدات حماية الشعب الكردية بتنفيذ الهجوم. وأفاد رئيس المرصد السوري لحقوق الإنسان أن ستة مقاتلين سوريين موالين لتركيا على الأقل كانوا بين القتلى في الانفجار مع احتمال ارتفاع حصيلة القتلى.أُبلغ عن إصابة ما لا يقل عن 47 شخصًا.وبحسب محافظ مقاطعة حطاي المجاورة عبر الحدود التركية السورية، يُعتقد أن الانفجار نجم عن تفخيخ ناقلة وقود بقنابل يدوية. وكشف ناشطون سوريون أن العديد من الأشخاص، إلى جانب الذين حوصروا داخل سياراتهم، احترقوا حتى الموت نتيجة الانفجار.
وفي أبريل، زُعم أن ولي عهد أبو ظبي محمد بن زايد آل نهيان كان يحاول إقناع الرئيس السوري بشار الأسد بخرق وقف إطلاق النار مع المتمردين المدعومين من تركيا في محافظة إدلب. وزعمت تقارير أن محمد بن زايد عرض على الأسد 3 مليارات دولار نقدًا لدفع الهجوم.[بحاجة لمصدر أفضل]

## مايو
في 11 مايو، أشارت تقارير صادرة عن منظمة العفو الدولية إلى تنفيذ 18 هجوماً على مرافق مدنية، بما في ذلك مرافق طبية، في شمال غرب سوريا في الفترة ما بين 5 مايو 2019 و25 فبراير 2020، من قبل الحكومة السورية. وذكر التقرير أن الجيش السوري هاجم عمداً منشآت مدنية مثل المدارس والمستشفيات.
وفي 18 مايو، حث المبعوث الأممي إلى سوريا غير بيدرسون روسيا والولايات المتحدة على الاستفادة من التهدئة الجزئية للوضع في المنطقة، والسعي إلى السلام من أجل إنهاء الصراع. وقال بيدرسون إن غياب الحوار بين البلدين جعل الشعب السوري يدفع ثمن ذلك. وذكر أيضًا أن روسيا وتركيا وإيران، جميعها جزء لا يتجزأ من تثبيت وقف إطلاق النار في المنطقة. بيدرسون هو الوسيط الرابع الذي يتولى منصب مبعوث الأمم المتحدة إلى سوريا والذي حاول حل الخلافات في البلاد التي مزقتها الحرب.
في 27 مايو، قامت الميليشيات الموالية للحكومة السورية بتدمير وتدنيس قبر الخليفة الأموي الثامن عمر بن عبد العزيز، الواقع في قرية دير شرقي في منطقة معرة النعمان في محافظة إدلب شمال غرب البلاد، واُستخرجت محتوياته واختفائها.
وفي 29 مايو، اقترحت الحكومة الروسية الحوار مع حكومة الأسد، في محاولة لزيادة منشآتها العسكرية في البلاد. وأمر الرئيس فلاديمير بوتين وزارتي الدفاع والخارجية بالإشراف على المفاوضات مع الحكومة السورية للحصول على المزيد من المرافق البرية والبحرية.

## يونيو
في الأول من يونيو، أفادت الشبكة السورية لحقوق الإنسان أن حصيلة القتلى المدنيين في شهر مايو في سوريا وصلت إلى 125 قتيلاً، بينهم 26 طفلاً وست نساء. وأفاد المرصد أيضاً بمقتل ثمانية أشخاص نتيجة التعذيب، سبعة منهم على يد قوات الحكومة السورية وآخر على يد قوات سوريا الديمقراطية.
في 3 يونيو، تعرضت آخر معاقل المتمردين/منطقة خفض التصعيد لسلسلة من الغارات الجوية التي نفذتها طائرات روسية.   ووفقاً لمعلومات المرصد السوري لحقوق الإنسان، فإن الغارات الجوية استهدفت في منطقة التقاء حدود محافظات حماة، وإدلب، واللاذقية.[بحاجة لمصدر]وفقًا لصحيفة ديلي صباح التركية، لم ترد أنباء عن وقوع إصابات.
في 7 يونيو، استولى تنظيم حراس الدين على بلدتي المنارة والفطرة في محافظة إدلب، ولكن بعد الغارات الجوية الروسية تمكن الجيش السوري من استعادة البلدتين في نفس اليوم.وأسفرت المعارك عن مقتل 22 من المتمردين و19من جنود الحكومة، بحسب المرصد السوري لحقوق الإنسان.
في 20 يونيو، وفي ضوء تزايد عدد حالات الإصابة بفيروس كورونا (كوفيد-19)، دعا ناشطون إلى إطلاق سراح المعتقلين السياسيين في سوريا. أعرب مسؤولون في الأمم المتحدة عن قلقهم إزاء تفشي الفيروس في السجون.
في 22 يونيو، اعتُقل طبيب سوري مقيم في ألمانيا بتهمة ارتكاب جرائم ضد الإنسانية في أحد سجون سوريا. ويعتقد أن الدكتور علاء موسى هو المسؤول السوري السابق الثالث الذي أُعتقل في ألمانيا، وفقًا لصحيفة نيويورك تايمز. وعندما كان موسى يعمل في أحد سجون حمص عام 2011، ورد أنه ضَرب أحد المعتقلين (الذين كُلِّفوا بتلقي العلاج) باستخدام أنبوب بلاستيكي.وبحسب النيابة العامة الألمانية، قيل إن المعتقل كان يعاني من نوبة صرع في وقت الحادث، بعد اعتقاله بسبب مشاركته في احتجاج. ويعتقد أن الطبيب استُدعي في اليوم التالي لحضور جلسة فحص المعتقل، لكنه جاء مع طبيب آخر وكان معه أيضًا أنبوب بلاستيكي. واستمروا في ضرب الضحية وركله حتى فقد وعيه وعجز عن الحركة.
وذكرت وكالة الأنباء السورية الرسمية (سانا) أن صواريخ إسرائيلية أطلقت على جنوب وشرق سوريا في 23 يونيو، مما أسفر عن مقتل جنديين سوريين على الأقل وإصابة أربعة آخرين. وبحسب قناة الجزيرة، يُعتقد أن الهجمات تستهدف قواعد يتواجد بها ميليشيات مدعومة من إيران. وبالإضافة إلى الجنديين السوريين اللذين قتلا في محافظة السويداء الجنوبية، قُتل أيضًا خمسة أعضاء من الميليشيات الموالية لإيران، مما رفع حصيلة القتلى إلى سبعة أشخاص، حسبما ذكرت صحيفة تايمز أوف إسرائيل. ومع ذلك، لم يصدر الجيش الإسرائيلي أي تعليق بشأن الهجوم، على الرغم من أن المسؤولين العسكريين الإسرائيليين صرحوا بأن إسرائيل ستسعى إلى إصلاح الوجود الإيراني في سوريا. وأفاد المرصد السوري لحقوق الإنسان أن الدفاعات الجوية السورية تصدت للهجمات، واعترضت عدداً كبيراً من الصواريخ.

### الأزمة الاقتصادية
في يونيو 2020، شهدت الليرة السورية انهياراً دراماتيكياً. وأشار المحللون إلى أن حل أزمة السيولة اللبنانية قد يكون حاسماً لاستعادة الاستقرار في سوريا.
في يومي 7 و8 يونيو، تظاهر مئات المتظاهرين ضد الحكومة وضد التدخل الروسي والإيراني في البلاد، في بلدات في جنوب سوريا بما في ذلك السويداء وطفس في درعا. في 7 يونيو اندلعت الاحتجاجات في مدينة السويداء ذات الأغلبية الدرزية، والتي كانت تعتبر عمومًا مؤيدة للأسد؛ ومع ذلك، في هذا الاحتجاج، كانت مجموعات من الشباب تهتف بشعارات مناهضة للحكومة وتطالب بإزالة حكومة الأسد. وفي اليوم التالي، تجمع مئات المتظاهرين أمام مكتب المحافظ على الرغم من انتشار قوات الأمن، مطالبين حلفاء الحكومة إيران وروسيا بإخلاء البلاد ورددوا شعارات مناهضة للحكومة. تجاهلت وسائل الإعلام الرسمية الاحتجاجات.
وقال المبعوث الأميركي للتدخل العسكري الدولي ضد تنظيم الدولة الإسلامية جيمس فرانكلين جيفري إن الانهيار سوف يتفاقم أكثر بسبب العقوبات، وعرض المساعدة على الرئيس بشار الأسد إذا وافق على تلبية شروط معينة للإصلاح السياسي.
في العاشر من يونيو، عاد مئات المتظاهرين إلى شوارع السويداء لليوم الرابع على التوالي، مع انخفاض قيمة الليرة السورية إلى 1000 ليرة. 3000 للدولار الأمريكي. في 11 يونيو، أقال الرئيس بشار الأسد رئيس الوزراء عماد خميس ، وسط احتجاجات مناهضة للحكومة بسبب تدهور الأوضاع الاقتصادية.
بدأ بعض المحللين في إثارة مخاوف من أن الأسد قد يكون على وشك فقدان السلطة؛ ولكن أي انهيار من هذا القبيل في النظام قد يتسبب في تدهور الأوضاع، حيث سيؤدي ذلك إلى فوضى عارمة، ولن يحسن الظروف السياسية أو الاقتصادية. وواصلت روسيا توسيع نفوذها ودورها العسكري في المناطق السورية التي كان يدور فيها الصراع العسكري الرئيسي.
وذكرت وسائل إعلام رسمية سورية أنه في 14 يونيو، وفي مؤتمر عقد في دمشق بين الحكومة السورية وقادة الأعمال، وافق عدد من قادة الأعمال على خطة لخفض أسعار السلع الأساسية والضرورية الاستهلاكية الهامة، بما في ذلك الغذاء والملابس. في هذه الأثناء، زعمت وسائل إعلام سورية أن قوات تركيا فرضت الليرة التركية على مناطق شمال سوريا.

### العقوبات والإجراءات الدولية
أشار محللون إلى أن التنفيذ المرتقب للعقوبات الثقيلة الجديدة بموجب قانون قيصر الأميركي قد يدمر الاقتصاد السوري، ويفسد أي فرص للتعافي، ويدمر الاستقرار الإقليمي، ولا يفعل شيئًا سوى زعزعة استقرار المنطقة بأكملها. وكان من المقرر أن تدخل أولى العقوبات الجديدة حيز التنفيذ في 17 يونيو مع فرض عقوبات إضافية في أغسطس، في ثلاث مجموعات مختلفة. ووردت تقارير متزايدة بصعوبة العثور على الغذاء، وأن اقتصاد البلاد يتعرض لضغوط شديدة، وأن النظام بأكمله قد ينهار بسبب العقوبات.
وقد أشار بعض الخبراء وبعض وسائل الإعلام الغربية الكبرى إلى الآثار السلبية المحتملة على السكان؛ وكمثال، أشارت وكالة أسوشيتد برس إلى أن العقوبات قد "تكون بمثابة ضربة قوية لبلد يكسب ثمانية من كل 10 أفراد فيه أقل من 100 دولار شهريًا". وقد صُممت العقوبات لتثبيط أي منظمات عن المساعدة في إعادة إعمار سوريا. وبموجب هذا التشريع، تستطيع الولايات المتحدة معاقبة أي منظمة تستثمر في قطاعات اقتصادية معينة في سوريا، أو تقرض أي أموال للحكومة السورية.

وتنص أحكام التشريع على ما يلي:
بعد 180 يوماً من تاريخ نفاذ هذا القانون، يفرض الرئيس العقوبات الموضحة في الفقرة الفرعية (ب) فيما يتعلق بشخص أجنبي إذا قرر الرئيس أن الشخص الأجنبي، في تاريخ نفاذ هذا القانون أو بعده، يشارك عن علم في نشاط موصوف في الفقرة (2).

 (2) الأنشطة الموصوفة. —يمارس الشخص الأجنبي نشاطًا موصوفًا في هذه الفقرة إذا كان الشخص الأجنبي—
(أ) يقدم عن علم دعمًا ماليًا أو ماديًا أو تقنيًا كبيرًا، أو يشارك عن علم في معاملة كبيرة مع -
(i) حكومة سوريا (بما في ذلك أي كيان تملكه أو تسيطر عليه حكومة سوريا) أو شخصية سياسية بارزة في حكومة سوريا؛
(ii) مقاول عسكري أجنبي، أو مرتزق، أو قوة شبه عسكرية يعمل عن علم بصفة عسكرية داخل سوريا لصالح أو نيابة عن حكومة سوريا، أو حكومة الاتحاد الروسي، أو حكومة إيران؛ أو
(iii) شخص أجنبي يخضع لعقوبات بموجب قانون الصلاحيات الاقتصادية الطارئة الدولية (50 USC 1701 وما يليه) فيما يتعلق بسوريا أو  أي قانون آخر يفرض عقوبات فيما يخص سوريا؛
(ب) يبيع أو يقدم عن علم سلعًا، أو خدمات، أو تكنولوجيا، أو معلومات، أو أي دعم آخر يسهل بشكل كبير صيانة أو توسيع الإنتاج المحلي للحكومة السورية من الغاز الطبيعي، أو البترول، أو المنتجات البترولية؛
(C) يبيع أو يقدّم عن علم طائرات أو قطع غيار للطائرات تُستخدم لأغراض عسكرية في سوريا لصالح حكومة سوريا أو نيابةً عنها لأي شخص أجنبي يعمل في منطقة خاضعة بشكل مباشر أو غير مباشر لسيطرة حكومة سوريا أو القوات الأجنبية المرتبطة بها؛
(د) يقدّم عن علم سلعاً أو خدمات مهمة تتعلق بتشغيل الطائرات المستخدمة لأغراض عسكرية في سوريا لصالح أو نيابة عن الحكومة السورية لأي شخص أجنبي يعمل في المنطقة المذكورة في الفقرة الفرعية (ج)؛ أو
(هـ) يقدّم عن علم، بشكل مباشر أو غير مباشر، خدمات بناء أو هندسة كبيرة للحكومة السورية.
(3) رأي الكونغرس — يرى الكونغرس أنه عند تنفيذ هذا القسم، ينبغي للرئيس أن يأخذ بعين الاعتبار الدعم المالي بموجب الفقرة (2)(أ) ليشمل تقديم القروض أو الاعتمادات أو ائتمانات التصدير.

في وقت مبكر من شهر يناير، أشار جوشوا لانديس، مدير برنامج مركز دراسات الشرق الأوسط في جامعة أوكلاهوما، إلى التأثيرات السلبية التي قد تخلفها العقوبات على السوريين العاديين، وتساءل عما إذا كانت العقوبات ستحدث أي تأثير حقيقي على تحسين الظروف السياسية، أو مواجهة تجاوزات الحكومة السورية في مجال حقوق الإنسان. وأضاف أن "هذا القانون من شأنه أن يؤخر بشدة الجهود الهادفة لإعادة البناء بعد الحرب أو توفير الكهرباء، والتدفئة، وغاز الطهي، وغيرها من السلع الأساسية اللازمة للعيش للسوريين... العقوبات الأميركية ليست ذكية، فهي تستهدف صناعات بأكملها وخاصة تلك التي تعتبر الأكثر أهمية لتوفير الخدمات العامة، مثل الطاقة".

وقال المحلل جوليان بارنز ديسي، مدير برنامج الشرق الأوسط وشمال إفريقيا في المجلس الأوروبي للعلاقات الخارجية :
"الأسد هو المحرك الرئيسي للانهيار المستمر في سوريا. [لكن] يبدو أن موقف الولايات المتحدة الآن مدفوع بشكل أساسي بسياسات القوى العظمى وهدف ضمان عدم تمكن روسيا وإيران من المطالبة بالفوز. مخاوفي هي أن يحقق قانون قيصر عكس أهدافه المعلنة، مما يغذي أسوأ دوافع النظام السوري والصراع الأوسع نطاقًا. تهدف حملة الضغط القصوى التي أعلنتها الولايات المتحدة إلى إجبار النظام على الركوع وإجبار مؤيديه على الاعتراف بالهزيمة، لكن النظام يعرف كيف يتمسك بالسلطة بوحشية ومن الواضح أن داعميه الرئيسيين ليسوا مستعدين للتحرك. "لقد تعرض الشعب السوري للوحشية منذ عقد من الزمان والآن تعاني البلاد من الدمار بسبب الصراع ومع ذلك، يبدو أننا ننظر إلى هاوية مرحلة جديدة وخطيرة من الصراع... مما يُعرِّض البلاد لخطر انهيار كارثي جديد." 
وأعلنت روسيا علناً أنها ستدعم الحكومة السورية القائمة.لعبت روسيا دور الوسيط بين القوات التركية والسورية، لتجنب الصراع بين البلدين على الأرض في سوريا. كما نفذت قوات روسيا دوريات مشتركة مع القوات التركية، مما أدى إلى خلق مصلحة مشتركة بين الحكومتين السورية والتركية.
واستمرت الخلافات العلنية بين روسيا والولايات المتحدة حول الدور الذي تلعبه كل دولة في السياسة السورية. وأشارت روسيا إلى أن وجودها العسكري حصل على موافقة الحكومة السورية. وقال السفير الروسي ألكسندر يفيموف إن روسيا ستسعى إلى مساعدة سوريا على التعافي وتنمية اقتصادها بشكل إيجابي.
قال بعض المحللين[من؟] إن الأسد سوف يحتاج إلى دعم من الدول السنية الكبرى للبقاء في السلطة، وأنه سوف يحتاج إلى الولايات المتحدة لتسهيل هذا الدعم.
طلب السفير السوري لدى الأمم المتحدة بشار الجعفري المساعدة من الأمم المتحدة، وقال إن العقوبات التي تفرضها الولايات المتحدة والاتحاد الأوروبي تضر بشكل غير عادل بالسكان في سوريا بشكل عام.

## يوليو
ذكر موقع "ميدل إيست مونيتور" أن 20 جندياً روسياً سيطروا، في 4 يوليو، على حقل الورد النفطي الكبير في ريف البوكمال، بعد طرد عناصر الأمن العسكري التابع للحكومة السورية منه. وفي وقت لاحق، نشرت القوات الروسية 15 مركبة عسكرية في الميدان، وأقامت المتاريس وحصنت محيطه بالرشاشات الثقيلة .
وفي التاسع من يوليو، فشلت روسيا والصين في محاولة ثانية في مجلس الأمن التابع للأمم المتحدة لقطع وصول المساعدات إلى سوريا من تركيا، ومن المقرر الآن أن يصوت المجلس على محاولة أخيرة لتمديد الموافقة على تسليم المساعدات عبر الحدود قبل انتهاء صلاحيتها في العاشر من يوليو.
في 14 يوليو، تعرضت دورية مشتركة روسية-تركية لهجوم بواسطة سيارة مفخخة، مما أدى إلى إصابة العديد من الجنود الروس والأتراك. كما يُعتقد أن خمسة مدنيين أصيبوا بجروح خلال الانفجار، بحسب مجموعات الدفاع المدني. ورد الروس بتنفيذ عدة غارات جوية ضد مواقع المتمردين في إدلب الكبرى.
وفي 15 يوليو، نفذت طائرات مجهولة، يشتبه أنها روسية، غارات جوية على مدينة الباب التي تسيطر عليها قوات الجيش الوطني السوري وتركيا. دُمِّر مجمع سكني في الهجوم. قُتل مدني وأصيب ما لا يقل عن 10 آخرين في الغارات الجوية. وكانت هذه أول غارة جوية على المدينة منذ الاستيلاء عليها من تنظيم داعش في عام 2017.
في 16 يوليو، نفذت طائرة بدون طيار مجهولة يشتبه في أنها تركية ضربة ضد نقطة تنسيق روسية جنوب الدرباسية، والتي تسيطر عليها قوات سوريا الديمقراطية ولكن مع تواجد قوات الجيش السوري وقوات الشرطة العسكرية الروسية. وأصيب جنديان روسيان وعنصر من قوات الجيش العربي السوري وعنصران من قوات الآسايش في الضربة.
وبحسب المرصد السوري لحقوق الإنسان، في 17 يوليو، وُضِع الجيش الوطني السوري في حالة تأهب قصوى وعزز حواجزه وجبهاته وسط تحليق لطائرات مجهولة.
في 19 يوليو، انفجرت سيارة مفخخة في أعزاز، مما أسفر عن مقتل خمسة أشخاص وإصابة 43 آخرين، وفقًا لوسائل الإعلام الرسمية التركية. ومن بين الضحايا الجرحى، نُقل 15 مدنياً كانوا في حالة حرجة إلى مدينة كيليس، وهي مدينة تقع عبر الحدود التركية، من أجل تلقي الرعاية الطبية.  وفي حادث منفصل، قيل إن 13 شخصًا إلى جانب أطفال أصيبوا أيضًا في هجوم إرهابي في منطقة عفرين شمال غرب سوريا.

## أغسطس – سبتمبر
في 17 أغسطس، أفادت التقارير بأن القوات السورية اشتبكت مع قوات أمريكية في شمال سوريا بالقرب من الحدود التركية، مما أسفر عن مقتل سوري واحد. وأضافت وسائل الإعلام الرسمية أن جنديين سوريين آخرين أصيبا خلال الاشتباك.  
وفي 26 سبتمبر، أسفر تفجير سيارة مفخخة في رأس العين عن مقتل 7 أشخاص على الأقل وإصابة 10 آخرين.

## أكتوبر
في 5 أكتوبر، أصبحت عُمان أول دولة في الخليج العربي تعيد سفيرها إلى سوريا.
في 6 أكتوبر، أدى تفجير شاحنة مفخخة إلى مقتل 18 شخصًا على الأقل وإصابة 40 آخرين في مدينة الباب بمحافظة حلب في سوريا. 
وبحسب موقع ميدل إيست مونيتور، هاجمت قوات الحكومة السورية من قوات الدفاع الوطني، بالتعاون مع الحرس الجمهوري، في 12 أكتوبر، حقل الورد النفطي في محافظة دير الزور الشرقية، واستولت عليه من الميليشيات الإيرانية التابعة للفرقة 47 الإيرانية التي فرت من المنطقة.
وبحسب موقع ميدل إيست مونيتور، نفذت القوات الأمريكية في 15 أكتوبر غارة بطائرة مسيرة ضد تنظيم القاعدة في محيط إدلب، مما أسفر عن مقتل اثنين من كبار الأعضاء في أول غارة بطائرة مسيرة يشنها الجيش الأمريكي ضد القاعدة في سوريا منذ منتصف سبتمبر 2019.
وبحسب موقع ميدل إيست مونيتور، في 21 أكتوبر، استهدفت غارة جوية روسية تجمعات للمدنيين في قرية الرامي في جنوب محافظة إدلب، مما أدى إلى إصابة خمسة مدنيين بينهم طفلان.
وبحسب موقع ميدل إيست مونيتور، استهدفت طائرات مسيرة تابعة للتحالف الذي تقوده الولايات المتحدة في 22 أكتوبر اجتماعًا نظمه قائد سابق في تنظيم داعش بمشاركة عناصر من حراس الدين في قرية جكارة في منطقة سلقين في محافظة إدلب، مما أسفر عن مقتل 23 شخصًا على الأقل، من بينهم 17 مقاتلاً جهاديًا (من بينهم سبعة من كبار قادة تنظيم القاعدة)و6 مدنيين.
وفي 23 أكتوبر، أفاد المرصد السوري لحقوق الإنسان ومصادر حكومية أن صواريخ روسية استهدفت سوقاً للنفط تسيطر عليه فصائل مدعومة من تركيا، بين قريتي الكوسا وعين البيضا في ريف جرابلس بمحافظة حلب، ما أدى إلى مقتل 7 أشخاص وإصابة 15 آخرين.
في 26 أكتوبر، استهدفت طائرات حربية روسية معسكر تدريب لفيلق الشام، وهي جماعة متمردة مدعومة من تركيا، بالقرب من كفر تخاريم في محافظة إدلب. وأسفرت الضربة عن مقتل 78 مقاتلاً وإصابة أكثر من 90 آخرين. ووصف رئيس المرصد السوري لحقوق الإنسان الضربة بأنها الأعنف منذ بدء وقف إطلاق النار.

## نوفمبر
في 18 نوفمبر، شن الجيش الإسرائيلي غارة جوية على سوريا، مما أسفر عن مقتل ثلاثة جنود وإصابة آخر. وقيل إن الغارات الجوية نُفذت بعد اكتشاف قنابل على جانب الطريق على طول الحدود في مرتفعات الجولان، وفقًا للجيش الإسرائيلي. كانت الأهداف الإيرانية والسورية داخل سوريا هي أهداف الهجوم، حيث تعرضت المجمعات العسكرية، والمقار، ومرافق التخزين للقصف من قبل طائرات مقاتلة تابعة لجيش الدفاع الإسرائيلي. وبحسب المرصد السوري لحقوق الإنسان، وصل عدد القتلى في الهجوم إلى 10 أشخاص على الأقل.
في 22 نوفمبر، وبعد أسبوع من وفاة وليد المعلم، عين الرئيس السوري بشار الأسد فيصل المقداد وزيراً جديداً للخارجية السورية. أما منصب نائب وزير الخارجية فقد أُعطي للسفير الحالي لدى الأمم المتحدة بشار الجعفري. كما حل مسؤول رفيع المستوى في وزارة الخارجية، بسام الصباغ، محل بشار الجعفري كسفير لدى الأمم المتحدة.
وفي 23 نوفمبر، أسفرت اشتباكات عنيفة بين مقاتلين مدعومين من تركيا ومقاتلين أكراد في عين عيسى عن مقتل 11 مقاتلاً على الأقل، بحسب المرصد السوري لحقوق الإنسان، الذي قال إنه على الرغم من مقتل 11 مقاتلاً مدعومين من تركيا، فإن عدداً غير محدد من مقاتلي قوات سوريا الديمقراطية قتلوا أو أصيبوا أيضاً.
وفي سياق منفصل، وقع انفجاران في بلدتي عفرين والباب، الخاضعتين لسيطرة فصائل مدعومة من تركيا، بحسب المرصد السوري لحقوق الإنسان. أفادت الأنباء بمقتل خمسة أشخاص على الأقل وإصابة 20 آخرين في الانفجار الذي وقع في مدينة الباب . ضرب انفجار آخر شارعًا مزدحمًا في عفرين بحلب، بعد ساعات قليلة من الانفجار في الباب، مما أدى إلى مقتل شخصين وإصابة 15 آخرين. ومع ذلك، لم تعلن أي جهة مسؤوليتها عن أي من الانفجارين، وفقًا لصحيفة ديلي صباح.
في 25 نوفمبر، عقب الأمطار الأخيرة في الأجزاء الشمالية من سوريا، والتي دمرت مئات الخيام في مخيمات النازحين في إدلب وحلب، كشفت الأمم المتحدة أن هناك حاجة ماسة إلى مساعدات لـ 3 ملايين لاجئ سوري. 

## ديسمبر
في 2 ديسمبر، ذكرت صحيفة الأخبار اللبنانية أن قوات سوريا الديمقراطية نصبت كميناً للقوات المدعومة من تركيا، وأسفر عن مقتل 30 مقاتلاً.
وفي الحادي عشر من ديسمبر، قدمت منظمة حظر الأسلحة الكيميائية تقريراً إلى مجلس الأمن التابع للأمم المتحدة يفيد بأن تنفيذ سوريا لاتفاقية الأسلحة الكيميائية لا يمكن اعتباره "دقيقاً وكاملاً".

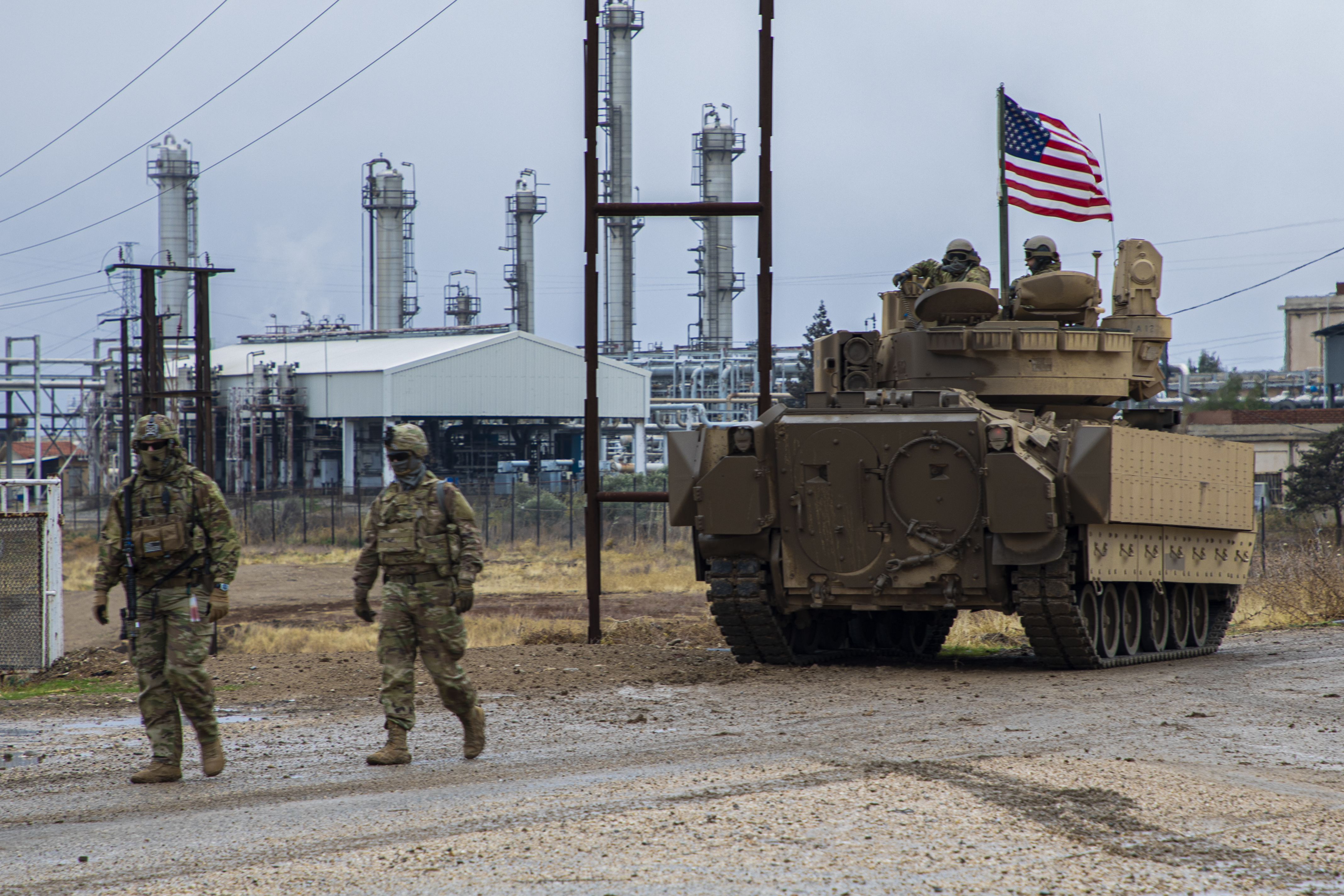
جنود أميركيون يحرسون مصفاة في شمال شرق سوريا، 16 ديسمبر 2020

وفي 25 ديسمبر، ذكرت وكالة الأنباء السورية الرسمية (سانا) أن الغارات الجوية استهدفت مدينة مصياف في محافظة حماة الغربية، لكن الدفاعات الجوية السورية تمكنت من اعتراض الصواريخ. وأفاد المرصد السوري لحقوق الإنسان بمقتل ما لا يقل عن ستة مقاتلين من الميليشيات الموالية لإيران في محافظة حماة، وأضاف المرصد أيضا أن الضربات الجوية انطلقت من المجال الجوي اللبناني.  وتشير صور الأقمار الصناعية إلى أن أربعة مبانٍ لتصنيع الأسلحة تضررت أثناء الغارات الجوية.  وبحسب وكالة سانا، قبل يوم واحد فقط من الهجوم، وردت أنباء عن استهداف إسرائيل لموقعين في جنوب سوريا.  وعلى الرغم من أن إسرائيل معروفة باستهدافها للمجمع العسكري في مصياف عدة مرات في الماضي، إلا أنه لم يصدر أي تعليق فوري من إسرائيل بشأن هذا الهجوم. 
وفي 30 ديسمبر، اتهم مسؤول عسكري سوري إسرائيل بشن هجوم صاروخي على وحدة عسكرية في دمشق، بالقرب من وادي الزبداني. وقيل إن جنديًا سوريًا قُتل أثناء الهجوم، وأسفر عن إصابة ثلاثة آخرين. وبحسب الجيش السوري فإن الهجوم انطلق من الجليل الشمالي. وبالإضافة إلى الهجوم الذي نفذ في منطقة الزبداني، قالت سانا إن سلاح الجو الإسرائيلي استهدف بطارية دفاع أخرى في الجزء الغربي من دمشق. وفي نهاية العام، قالت إسرائيل إنها ضربت 50 هدفًا في سوريا خلال عام 2020 بما في ذلك القوات الحكومية والإيرانية وحزب الله .
وفي 31 ديسمبر، تعرضت قافلة للجيش السوري جنوب دير الزور لكمين نصبه مسلحو تنظيم الدولة الإسلامية، ما أسفر عن مقتل ما لا يقل عن 37 جنديًا من الجيش السوري وإصابة العديد من الآخرين. وقال المرصد السوري لحقوق الإنسان إن هذه الهجمات تعد واحدة من أعنف الهجمات التي نفذها تنظيم داعش منذ سقوط الخلافة في مارس 2019. وقالت وكالة سانا إن 25 مدنياً قتلوا خلال الهجوم، لكن المرصد السوري لحقوق الإنسان ومصادر محلية ذكرت أن حصيلة القتلى أعلى من ذلك بكثير، حيث ذكرت مصادر محلية أن أكثر من 30 عنصراً من الفرقة الرابعة النخبة قتلوا. أصدر تنظيم داعش بيانا يعلن فيه مسؤوليته عن الهجوم على الحافلة. وأكدت الجماعة أنها قتلت 40 جنديًا من الجيش السوري خلال الهجوم، فيما أصيب ستة آخرون بجروح خطيرة.